# Håndværk og design (fag)
 For alternative betydninger, se Håndværk og design. (Se også artikler, som begynder med Håndværk og design)
Håndværk og design er et folkeskolefag og et læreruddannelsesfag. Faget blev indført fra sommeren 2014 og obligatorisk fra 2016.
Fra 2007 blev fagene sløjd og håndarbejde i læreruddannelsen samlet til det fælles fag materiel design, medens der i folkeskolen stadig undervistes i sløjd og håndarbejde; men fra 2014 hedder det nye fælles fag i folkeskolen håndværk og design.
Håndværk og design er også et nyt læreruddannelsesfag. Det bygger på sløjd og håndarbejdes traditioner, men rummer nye mål og stiller nye krav til underviserne. Eleverne fremstiller typisk produkter med elementer fra sløjd og håndarbejde.
Fagets lærere er samlet i Den faglige forening Håndværk og Design. Foreningen er stiftet fredag 29. april 2016 efter sammenlægning i 2015 af Danmarks Sløjdlærerforening og Danmarks Håndarbejdslærerforening. Den nye forenings fagblad hedder Håndværk & Design.

## Metoder og materialer
Fagets metoder og fremgangsmåder har udviklet sig ud fra de nyeste tanker fra håndarbejde og sløjd. I forhold til fagindholdet i det 20. århundrede er fokus ikke længere kun på fremstilling af genstande ud fra forlæg; men der lægges vægt på selvstændigt design, eksperimenteren og stillingtagen til bl.a. miljøspørgsmål. Eleverne skal afprøve materialernes muligheder og begrænsninger og kunne forholde sig til, hvad der er det rette valg i forskellige situationer. De skal stifte bekendtskab med håndværksmetoder fra historisk tid.
Materialerne er fortsat dem fra sløjd (hårde materialer) og håndarbejde (bløde materialer), men især også hvad som helst, hvor kun fantasien sætter begrænsninger.
Fagene har et pædagogisk, opdragende formål, hvorimod den rene husflid kun drejer sig om fremstilling af produkter. Skolefagene sløjd og håndarbejde har haft fokus på det pædagogiske aspekt.

## Håndværk og Designhistorisk
I efteråret 2008 fremkom der forslag i Folketinget om at samle skolefagene sløjd, håndarbejde og billedkunst til et nyt fag i folkeskolen, "Design og Håndværk", senere "Håndværk og Design". I Norge har de tre fag været samlet i faget "forming" i nogle år. Fra 2015 er sløjd og håndarbejde i folkeskolen fusioneret til håndværk & design, og sløjd- og håndarbejdslærerforeningerne er sammenlagt fra 1. juli 2015.

## Kunst og håndverki Norge
I Norge blev håndarbejde, sløjd og tegning slået sammen til forming (formning) i 1960, og i 1997 blev faget til kunst og håndverk.